# Viejo smoking (obra de teatro)
Viejo smoking es una obra teatral de la dramaturga uruguaya Ana Magnabosco. Fue estrenada en 1988 y ganó el premio Florencio al mejor texto de autor nacional de ese año. El título de la obra hace referencia al tango homónimo compuesto por Celedonio Flores y Guillermo Barbieri.

## Sinopsis
La acción se desarrolla íntegramente un 24 de junio en una habitación del ex hotel Colón de Montevideo. Su ambientación es ruinosa y en extremo miserable y por todas partes hay viejas fotos y almanaques de Carlos Gardel. Chichí, una empleada de limpieza, preparó una mesa con velas y copas y dialoga con Vanesa, una prostituta mucho más joven, acerca de alguien que posiblemente venga.
Efectivamente llega un visitante, el espíritu de Carlos Gardel en el aniversario de su muerte, quien dialoga sucesivamente con las dos mujeres. En ese diálogo ─en que los parlamentos de Gardel se limitan casi totalmente a las letras de sus canciones─ se revela que el cantor se había alojado en esa pieza y que Chichí conservaba un esmoquin que le había pertenecido.

## Premios
La obra obtuvo en Uruguay en 1988 el premio Florencio al mejor texto de autor nacional.